# Intersport Heilbronn Open 1991
L'Intersport Heilbronn Open 1991 è stato un torneo di tennis facente parte della categoria ATP Challenger Series nell'ambito dell'ATP Challenger Series 1991. Il montepremi del torneo era di $50.000+H ed esso si è svolto nella settimana tra il 21 gennaio e il 27 gennaio 1991 su campi in sintetico. Il torneo si è giocato nella città di Heilbronn in Germania.

## Vincitori

### Singolare
Diego Nargiso ha sconfitto in finale  Markus Zoecke con il punteggio di 3–6, 7–6, 6–3

### Doppio
Diego Nargiso /  Stefano Pescosolido hanno sconfitto in finale  Christian Saceanu /  Michiel Schapers con il punteggio di 6–2, 6–2